# Maria Janecka

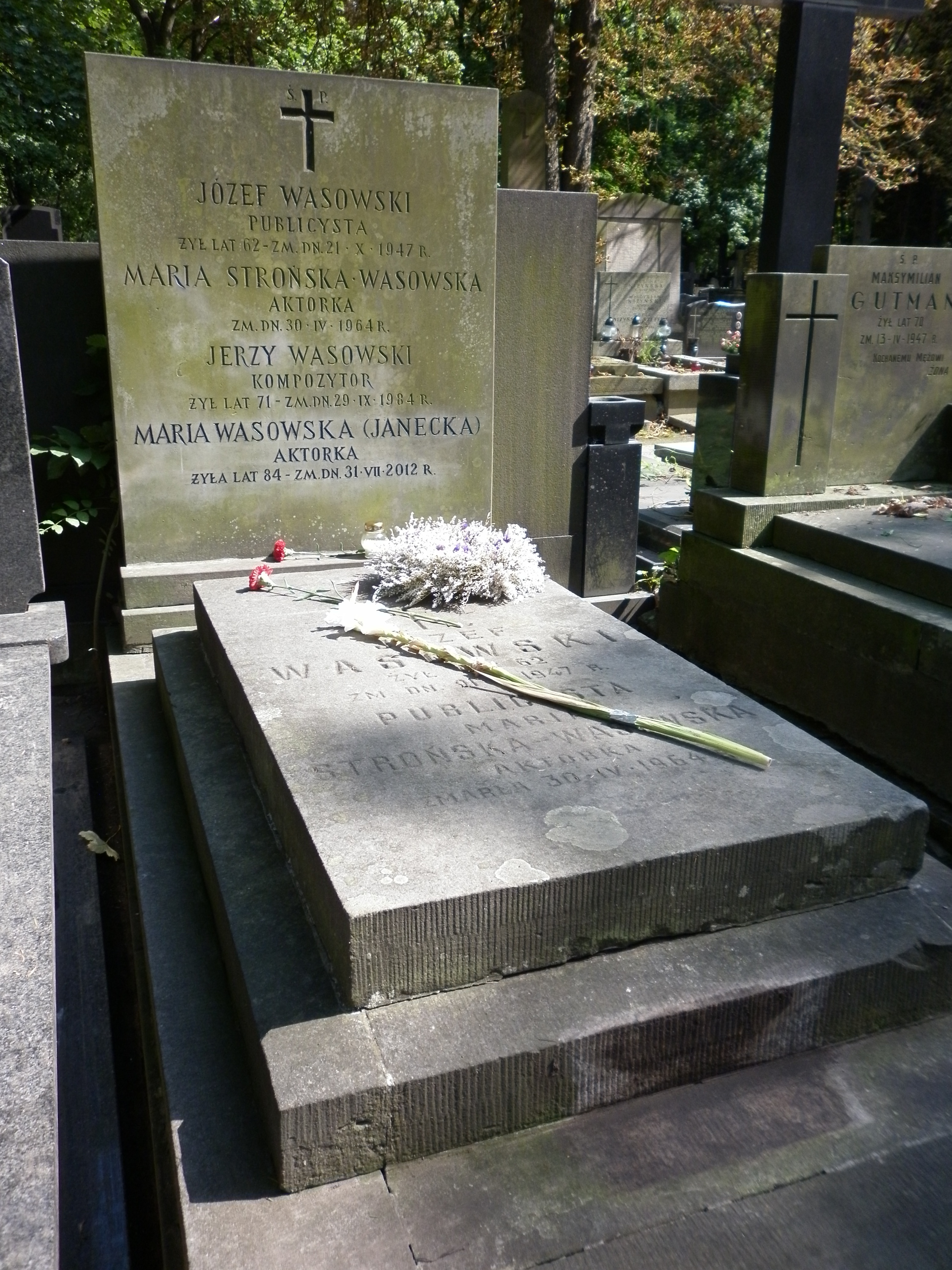
Grób Marii Janeckiej (grób rodzinny Wasowskich) na Cmentarzu Powązkowskim w Warszawie

Maria Wasowska z d. Dobrzyńska ps. Maria Janecka (ur. 24 kwietnia 1928 w Koronowie, zm. 31 lipca 2012 w Warszawie) – polska aktorka teatralna i radiowa, uczestniczka powstania warszawskiego.

## Życiorys
W 1932 roku, w wieku czterech lat debiutowała na ekranie filmowym w filmie Biała trucizna (reż. Alfred Niemirski). Podczas II wojny światowej brała udział w powstaniu warszawskim jako sanitariuszka. Po zakończeniu walk występowała na deskach teatrów warszawskich: Miejskich Teatrów Dramatycznych (1947–1948), Teatru Rozmaitości (1948), Teatru Małego (1950) Teatru Nowej Warszawy (1950–1954), Teatru Młodej Warszawy (1956–1957) oraz Teatru Klasycznego (1958–1959). Do rezygnacji z występów teatralnych została zmuszona ze względów ideologiczno-politycznych. Pracowała w Teatrze Polskiego Radia, specjalizując się w rolach chłopców. Podkładała również głos Jacka w filmie O dwóch takich, co ukradli księżyc z 1962 roku (reż. Jan Batory), w którą to rolę wcielił się Lech Kaczyński.
Została pochowana wraz z mężem (Jerzym Wasowskim) na warszawskich Powązkach.

### Rodzina
Pochodziła z rodziny o teatralnych tradycjach – aktorkami były: jej babka Matylda Braunowa, matka Janina Janecka, siostra Jagna Janecka oraz ciotka Zofia Mysłakowska. W 1949 roku wyszła za mąż za Jerzego Wasowskiego – dziennikarza i kompozytora, twórcy Kabaretów Starszych Panów. Z tego małżeństwa urodził się Grzegorz Wasowski (1949) – dziennikarz i satyryk.